# Казачье (Белгородская область)
Казачье — село в Прохоровском районе Белгородской области России. Входит в состав Ржавецкого сельского поселения.
Рядом расположены село Авдеевка, хутора Красное Знамя, Кураковка и Редкодуб. В селе расположено муниципальное общеобразовательное учреждение «Казачанская основная общеобразовательная школа Прохоровского района Белгородской области».

## История
Название села Казачье, как и многие другие, имеет явную привязку к военному происхождению и жителям, проживавшим в нем. 
Освоение и заселение территорий Прохоровского района неотъемлемо связано со служилым населением, охранявшим оборонительную линию - Белгородскую черту. В своей работе  «Служилые фамилии наших предков из XVII века» белгородский краевед Бобов А.Г. упоминает фамилии первопоселенцев деревни Казачье в  XVII веке.  
В 1678 году при Казачьем логе, или по другим документам яруге, была образована деревня Казачья. Лог, или яруг, получил такое название от казаков станично-сторожевой службы.  В истории Прохоровского района история заселения данной местности имеет свою значимость. Сторожки, предназначенные для службы функционировали аж до 1646 года, впоследствии большая часть казаков записалась в полковую службу. 
Деревня Казачье сменила статус на село в 1764 году. Однако, казаки не были преобладающим населением села, его составляли «однодворцы полковой службы».  
По данным «Справочной книги о церквах, приходах причтах Курской епархии за 1908 год» в 1794 году в селе была построена Покровская деревянная церковь (с приходом 887 душ), а также две земские школы.  
Согласно данным переписи население 1885 года в Казачьем было 109 дворов, 754 человека. Казачье входило в состав Новооскоченской волости Корочанского уезда Курской губернии, впоследствии перешло к Шаховской волости.  
К 1893 году была создана школа, которая расположилась в переоборудованном амбаре, пожертвованом под эти нужны купцом Балабановым А.С. Балабанов также был известен тем, что на собственные средства закупил необходимое оборудование и соорудил метеостанцию, проработавшую более 37 лет. За это в 1892 году  он был удостоен  Императорской Академией наук звания «Корреспондента НГФО», имел много печатных трудов, опубликованных в разных изданиях.    
В доме Балабанова до Великой Отечественной войны находилась школа,  во время войны на месте усадьбы располагался госпиталь.   

В послевоенные годы село стало восстанавливаться, в 1950-е происходит объединение колхозов в колхоз имени Ворошилова (село Ржавец), строится фельдшерский пункт, сельский клуб, магазин.   

## Достопримечательности
Эта территория известна тем, что неподалёку располагается знаменитое Прохоровское поле, на котором в 1943 году произошло танковое сражение между советскими и немецкими танковыми частями.